# Teatro nazionale croato di Spalato
Il Teatro nazionale croato di Spalato (in croato Hrvatsko narodno kazalište u Splitu, abbreviato in HNK Split) è un teatro d'opera situato in piazza Gajo Bulat a Spalato.
Altri teatri nazionali croati sono presenti a Fiume, Osijek, Zagabria, Varaždin e Zara.

## Storia
Inaugurato il 6 maggio 1893 in continuazione alla ricca storia teatrale spalatina. Per la prima volta l'edificio fu ristrutturato nel 1920. La struttura fu nuovamente ristrutturata nel 1940 e fu fondato il Teatro Nazionale Croato di Spalato, che comprendeva l'opera diretta da Oskar Jozefović, il Dramma diretto da Marko Fotez e il Balletto diretto da Ana Roje.
Nel 1970 il teatro fu completamente distrutto da un incendio e solo nel marzo 1978 iniziarono i lavori di rinnovamento della struttura diretti da Božidar Rašica, la nuova struttura fu riaperta solennemente solo un decennio dopo dall'incidente, ovvero il 19 maggio del 1980.

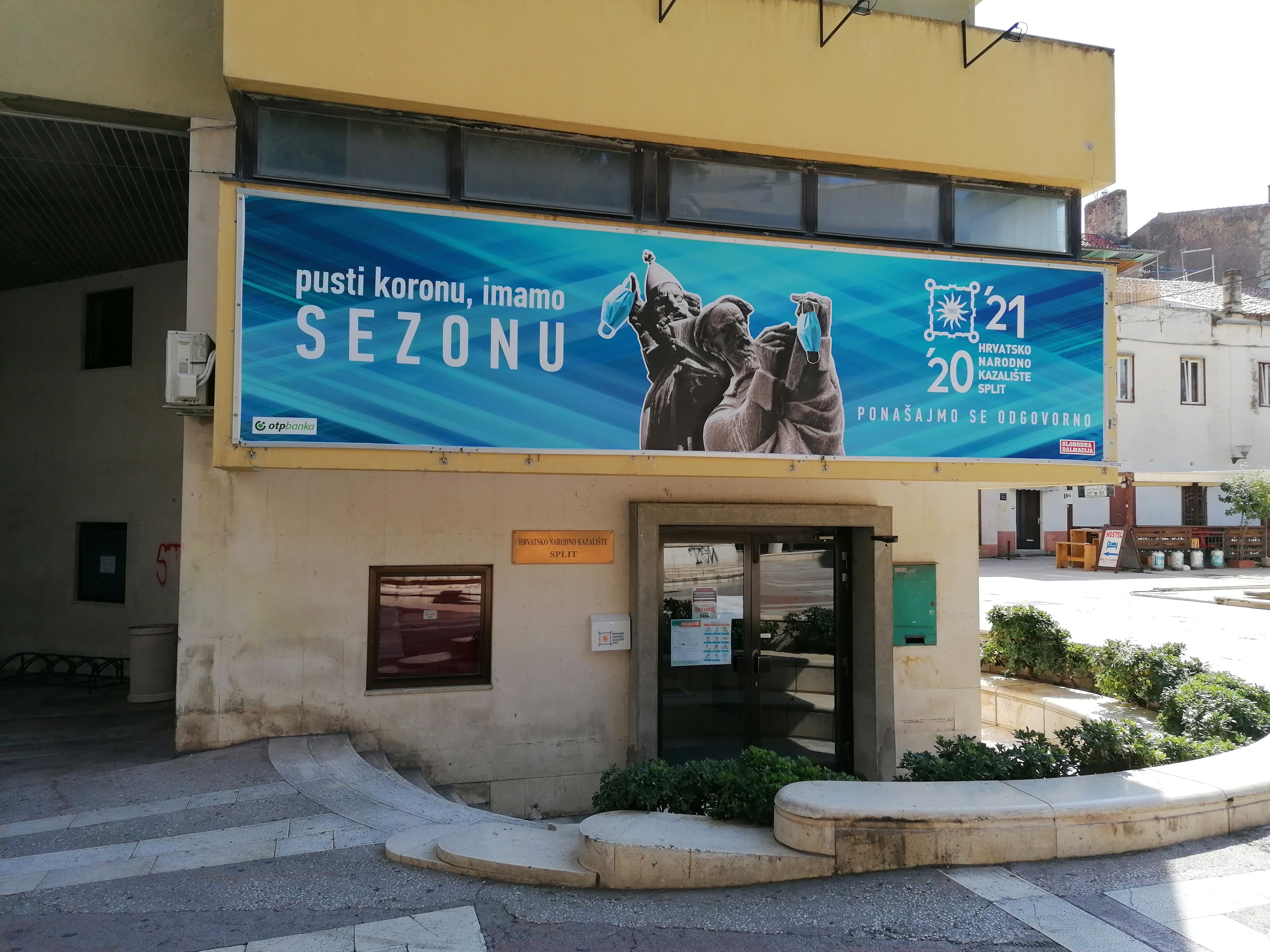
Ingresso secondario del teatro (2020)